# Valentina Cortese
Valentina Elena Cortese Rossi di Coenzo (Milano, 1º gennaio 1923 – Milano, 10 luglio 2019) è stata un'attrice italiana, considerata una delle ultime dive del teatro italiano.

## Biografia

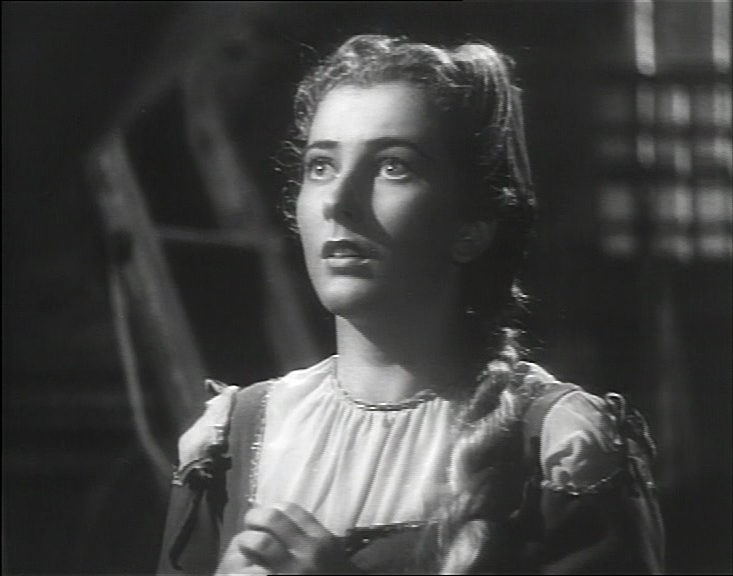
Valentina Cortese nel film La cena delle beffe (1942)

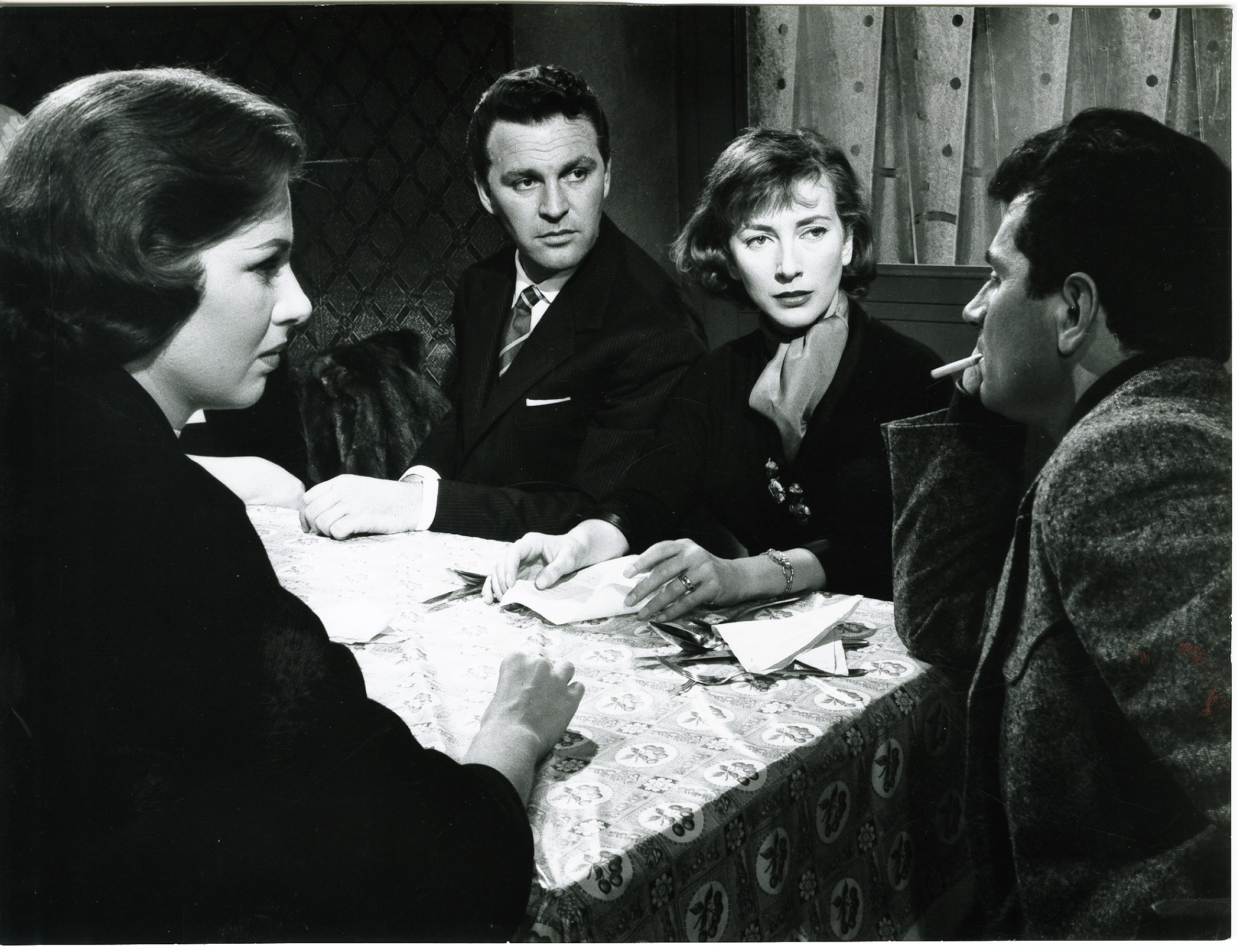
Valentina Cortese (al centro) con Madeleine Fischer e Franco Fabrizi in una scena del film Le amiche del 1955 diretto da Michelangelo Antonioni.

Era la figlia di Olga Cortese e Napoleone Rossi di Coenzo, livornese, di nobili origini.
Nata a Milano da una famiglia originaria di Stresa che non poteva occuparsi di lei, trascorse l'infanzia nei territori della campagna cremasca, tra Agnadello e Rivolta d'Adda. 
Giovanissima, si innamorò del direttore d’orchestra Victor de Sabata, di trentun anni più vecchio di lei, sposato e con figli, quindi lasciò il liceo per seguirlo a Roma dove si diplomò all’Accademia d’Arte Drammatica.
Debuttò nel cinema in L'orizzonte dipinto (1940) di Guido Salvini. 
Recitava in teatro, ma nel 1941 venne messa sotto contratto dalla Scalera Film per il suo viso dai tratti delicati, nel filone dei “telefoni bianchi”. 
Il suo primo ruolo importante fu quello di Lisabetta nel film La cena delle beffe (1942) di Alessandro Blasetti. 
Dotata di una forte e magnetica presenza scenica, nonostante il fisico minuto, grazie a pellicole come La regina di Navarra (1942) di Carmine Gallone, Orizzonte di sangue (1943) di Gennaro Righelli e Quartetto pazzo (1945) di Guido Salvini, la Cortese si impose come nome di richiamo del cinema degli anni quaranta. Apparve anche in Roma città libera (1946) e nel 1948 partecipò a I miserabili di Riccardo Freda nel doppio ruolo di Fantine e Cosetta, in cui recitò accanto a Marcello Mastroianni. 
Insieme avrebbero interpretato anche Lulù (1953) di Fernando Cerchio.
Nel 1948 raggiunse Hollywood, dove firmò un contratto con la 20th Century Fox e lavorò accanto a celebri attori, come James Stewart e Spencer Tracy in Malesia (1949) di Richard Thorpe, e Orson Welles in Cagliostro (1949) di Gregory Ratoff. Venne diretta da Jules Dassin in I corsari della strada (1949), accanto a Richard Conte. Nel 1951 interpretò Ho paura di lui di Robert Wise, sul set del quale conobbe il futuro marito Richard Basehart. Nel 1952 a Londra per girare il film The Secret People di Thorold Dickinson ebbe modo di scegliere come co-protagonista una giovanissima e non ancora famosa Audrey Hepburn con cui strinse una forte amicizia nonostante la produzione fosse interessata ad un'altra attrice. 
In quel periodo lavorò ancora a Hollywood nel film La contessa scalza (1954) di Joseph L. Mankiewicz, accanto ad Ava Gardner, Humphrey Bogart e Rossano Brazzi, in Italia in Le amiche (1955) di Michelangelo Antonioni, film grazie al quale vinse il Nastro d'argento come migliore attrice non protagonista, e in Spagna in Calabuig (1957) di Luis García Berlanga, accanto a Edmund Gwenn. Nel 1957 recitò in Kean - Genio e sregolatezza, interpretato e diretto da Vittorio Gassman.

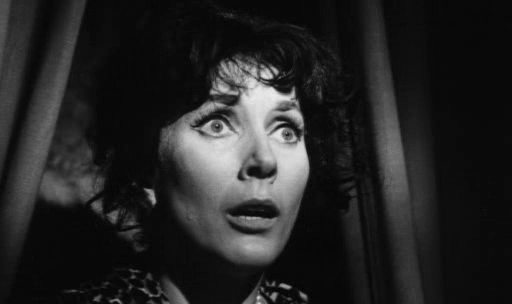
Valentina Cortese nel film La ragazza che sapeva troppo (1963)

Nel 1958 la Cortese si ritirò temporaneamente dalle scene in seguito allo sfortunato matrimonio con il collega Richard Basehart, che aveva sposato il 24 marzo 1951 e da cui divorziò nel 1960. Dalla loro unione nacque Jackie, divenuto anche lui attore. A seguito della gravidanza, l'attrice dovette rinunciare alla proposta giunta direttamente da Charlie Chaplin per il ruolo della protagonista femminile nel film Luci della ribalta (1952), poi assegnato a Claire Bloom.
Tornò alla ribalta anche in Italia con i film Barabba (1961) di Richard Fleischer, accanto ad Anthony Quinn, Silvana Mangano, Vittorio Gassman ed Ernest Borgnine, e La ragazza che sapeva troppo (1963) di Mario Bava. Nel 1964 duettò con Ingrid Bergman in La vendetta della signora di Bernhard Wicki. L'anno successivo venne diretta da Federico Fellini in Giulietta degli spiriti. Nel 1966 affiancò Michèle Mercier e Daniel Gélin in L'angelica avventuriera - Sole nero di Denys de La Patellière, cui seguì una partecipazione in Scusi, facciamo l'amore? (1967) di Vittorio Caprioli. Subito dopo venne richiamata negli Stati Uniti, insieme a Rossella Falk e Gabriele Tinti, per interpretare il personaggio di una sofisticata contessa italiana nel film Quando muore una stella (1968) di Robert Aldrich, con protagonisti Kim Novak e Peter Finch. Tra i vari film a cui partecipò in Italia in quegli anni si segnalano la bizzarra commedia Toh, è morta la nonna! (1969) di Mario Monicelli e il drammatico Imputazione di omicidio per uno studente (1972) di Mauro Bolognini.

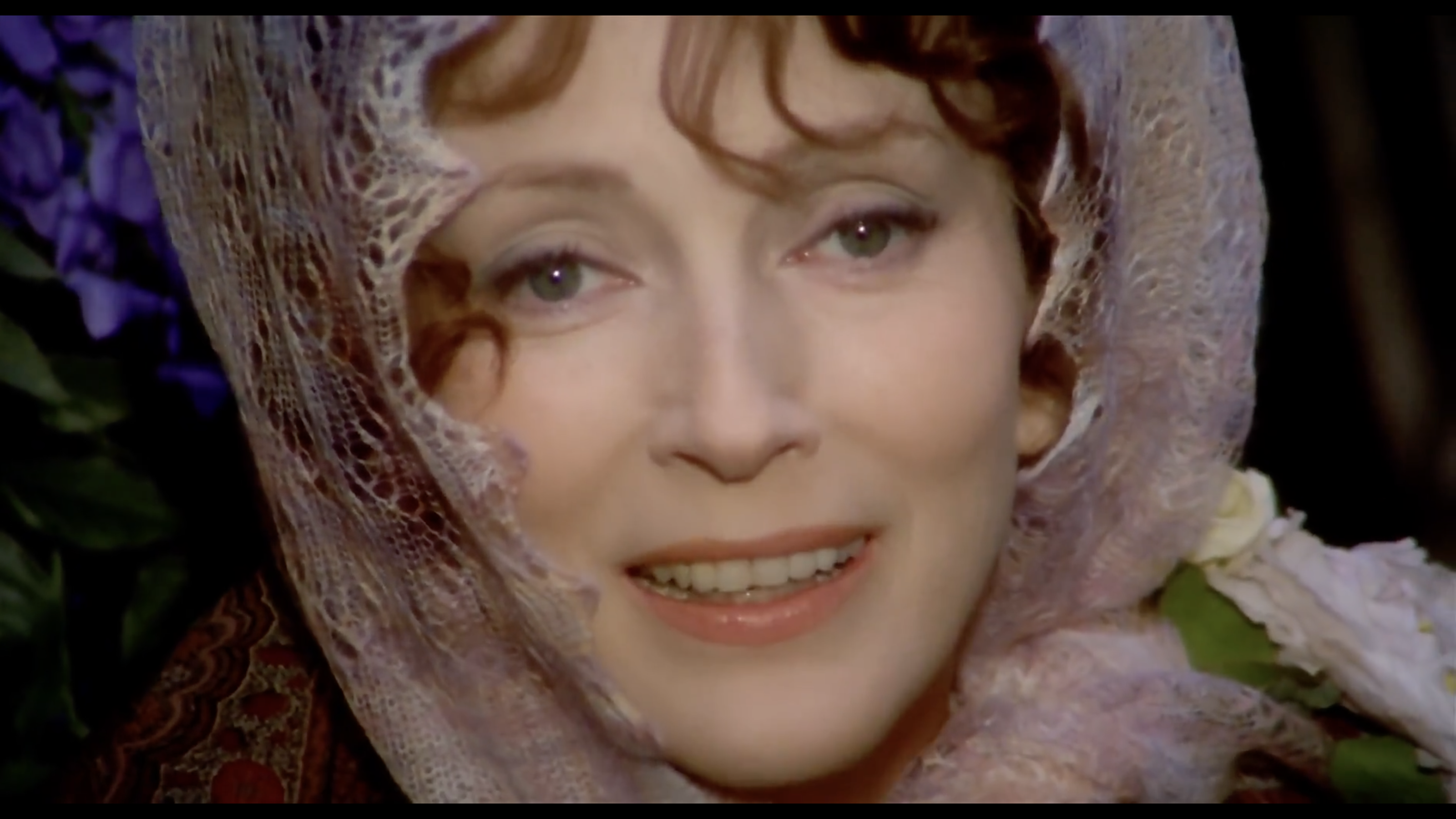
Valentina Cortese nel film Appassionata (1974)

Dopo alcune partecipazioni ad importanti produzioni televisive italiane, come I Buddenbrook (1971), ove fu diretta da Edmo Fenoglio, l'incontro con Giorgio Strehler e il teatro misero ulteriormente in mostra le sue qualità di attrice drammatica. Nel 1970 venne diretta da Maximilian Schell nel film di produzione elvetica Primo amore. Due ruoli secondari, ma rilevanti, riportarono Valentina Cortese alla ribalta internazionale all'inizio degli anni settanta: in La barca sull'erba (1970) di Gérard Brach, con Claude Jade e Jean-Pierre Cassel, interpretò la madre esaltata di John McEnery; recitò quindi con Richard Burton, Alain Delon e Romy Schneider in L'assassinio di Trotsky (1972) di Joseph Losey, in cui interpretò la moglie di Lev Trockij. Dopo questi due film ottenne uno dei suoi più grandi successi sul grande schermo, all'età di 50 anni, con Effetto notte (1973) di François Truffaut, in cui impersonò la non più giovanissima e fragile diva del cinema Séverine, al fianco di Jean-Pierre Léaud, Jean-Pierre Aumont e Jacqueline Bisset. La pellicola fu premiata con l'Oscar al miglior film straniero e la Cortese ottenne una candidatura all'Oscar alla miglior attrice non protagonista. La vincitrice di quell'anno per quella categoria, Ingrid Bergman, durante la cerimonia di consegna del premio si scusò pubblicamente con la collega e amica Cortese, affermando che secondo il suo parere era proprio l'attrice italiana a meritarlo pienamente.
Nonostante l'intensa attività teatrale e i ruoli in produzioni internazionali, negli anni settanta la Cortese continuò a partecipare a film italiani di vario genere (commedie, polizieschi, horror), ma talora di modesto rilievo anche sul piano commerciale. Nel suo ultimo film americano, Ormai non c'è più scampo (1980) di James Goldstone, lavorò con William Holden, Paul Newman ed ancora Jacqueline Bisset. Nel 1987 partecipò al film Via Montenapoleone di Carlo Vanzina, tratteggiando il ruolo di una madre dell'alta borghesia incapace di accettare l'omosessualità del figlio, interpretato da Luca Barbareschi. Nel 1988 prese parte a Le avventure del barone di Munchausen di Terry Gilliam in cui interpretò il doppio ruolo di Daisy/Regina della Luna, al fianco di Robin Williams.
Importante e apprezzato fu il sodalizio con il regista Franco Zeffirelli, iniziato con il film Fratello sole, sorella luna (1971) e continuato con lo sceneggiato televisivo Gesù di Nazareth (1977), ove l'attrice interpretò il ruolo di Erodiade, e ancora nelle pellicole Il giovane Toscanini (1988) e Storia di una capinera (1993), ultimo film cui l'attrice partecipò. Negli anni duemila portò in scena il Magnificat di Alda Merini, con la regia di Fabio Battistini. La sua ultima apparizione televisiva risale al 2012 nel programma Che tempo che fa, ove presentò l'autobiografia Quanti sono i domani passati a cura di Enrico Rotelli. Nel 2017 il regista Francesco Patierno le rese omaggio con il film Diva!.

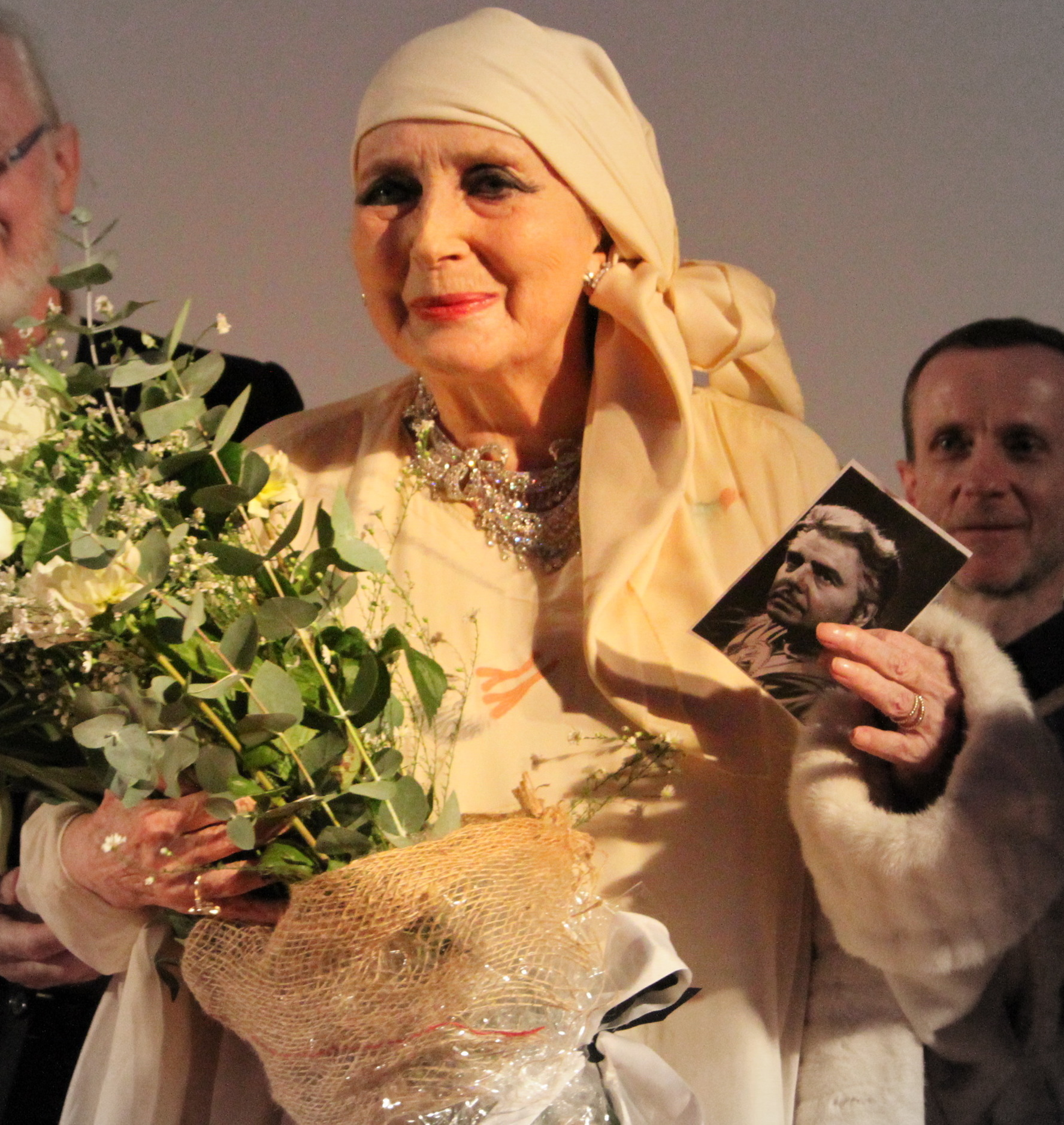
Valentina Cortese al Premio Chiara (2012)

Nel 2015 il figlio Jackie morì a causa di una malattia, fatto che provocherà un grande dolore all'attrice, che da qui in avanti diraderà sempre più le sue apparizioni in pubblico. Malata da tempo, è morta il 10 luglio 2019 nella sua casa di Milano, all'età di 96 anni. Dopo la camera ardente al Piccolo Teatro Grassi e il funerale nella chiesa di San Marco nella mattinata del 12 luglio, è stata tumulata accanto al secondo marito nella tomba di famiglia, al "riparto VI" del cimitero monumentale del capoluogo lombardo.

## Vita privata
All'età di 17 anni intraprese una relazione con il direttore d'orchestra Victor de Sabata, conosciuto a Stresa dove passava molto tempo con la nonna materna e lo seguì a Roma, dove si diplomò all’Accademia d’arte drammatica. 
Nel 1951 si sposò con l'attore statunitense Richard Basehart, da cui divorziò nel 1960 e dal quale ebbe il suo unico figlio, Jackie, anch'egli attore, scomparso nel 2015 a causa di una malattia.
Dopo il divorzio da Basehart, ebbe un'importante relazione sentimentale con l'attore e regista teatrale Giorgio Strehler, durata 15 anni. Nel 1980 si risposò con l'industriale farmaceutico Carlo De Angeli (nato nel 1906), suo vicino di casa rimasto vedovo. Divenne cognata del mezzosoprano Giulietta Simionato, dal 1979 seconda moglie di Florio De Angeli, fratello e socio del marito. Rimase vedova nel gennaio 1998. 
Dei molteplici aspetti della sua vita mondana, ha narrato nel libro autobiografico Quanti sono i domani passati, edito dalla Mondadori nel 2012, opera da cui il regista Francesco Patierno ha tratto spunto per realizzare il docu-film Diva! (2017), che ripercorre l'intera parabola professionale e umana della Cortese, impersonata da diverse attrici, una per ogni diversa fase della sua carriera e vita privata.

## Filmografia

### Cinema
- L'orizzonte dipinto, regia di Guido Salvini (1941)
- L'attore scomparso, regia di Luigi Zampa (1941)
- Il bravo di Venezia, regia di Carlo Campogalliani (1941)
- Primo amore, regia di Carmine Gallone (1941)
- Una signora dell'Ovest, regia di Carl Koch (1942)
- La cena delle beffe, regia di Alessandro Blasetti (1942)
- La regina di Navarra, regia di Carmine Gallone (1942)
- Soltanto un bacio, regia di Giorgio Simonelli (1942)
- Orizzonte di sangue, regia di Gennaro Righelli (1942)
- Quarta pagina, regia di Nicola Manzari (1942)
- Giorni felici, regia di Gianni Franciolini (1942)
- 4 ragazze sognano, regia di Guglielmo Giannini (1943)
- La carica degli eroi, regia di Oreste Biancoli e Anton Giulio Majano (1943)
- Nessuno torna indietro, regia di Alessandro Blasetti (1945)
- Non nominare il nome di Dio invano, episodio de I dieci comandamenti, regia di Giorgio Walter Chili (1945)
- Chi l'ha visto?, regia di Goffredo Alessandrini (1945)
- Roma città libera, regia di Marcello Pagliero (1946)
- Un americano in vacanza, regia di Luigi Zampa (1946)
- Il Passatore, regia di Duilio Coletti (1947)
- Il corriere del re, regia di Gennaro Righelli (1947)
- I miserabili, regia di Riccardo Freda (1948)
- L'ebreo errante, regia di Goffredo Alessandrini (1948)
- Gli uomini sono nemici, regia di Ettore Giannini (1948)
- La montagna di cristallo (The Glass Mountain), regia di Henry Cass (1949)
- Cagliostro (Black Magic), regia di Gregory Ratoff (1949)
- I corsari della strada (Thieves' Highway), regia di Jules Dassin (1949)
- Malesia (Malasya), regia di Richard Thorpe (1949)
- Donne senza nome, regia di Géza von Radványi (1950)
- Shadow of the Eagle, regia di Sidney Salkow (1950)
- La rivale dell'imperatrice, regia di Jacopo Comin e Sidney Salkow (1951)
- Ho paura di lui (The House on Telegraph Hill), regia di Robert Wise (1951)
- The Secret People, regia di Thorold Dickinson (1952)
- Lulù, regia di Fernando Cerchio (1953)
- La passeggiata, regia di Renato Rascel (1953)
- Donne proibite, regia di Giuseppe Amato (1953)
- Il matrimonio, regia di Antonio Petrucci (1954)
- Avanzi di galera, regia di Vittorio Cottafavi (1954)
- La contessa scalza (The Barefoot Contessa), regia di Joseph L. Mankiewicz (1954)
- Adriana Lecouvreur, regia di Guido Salvini (1955)
- Le amiche, regia di Michelangelo Antonioni (1955)
- Il conte Aquila, regia di Guido Salvini (1955)
- Faccia da mascalzone, regia di Raffaele Andreassi (1956)
- Fuoco magico (Magic Fire), regia di William Dieterle (1956)
- Calabuig (Calabuch), regia di Luis García Berlanga (1956)
- Dimentica il mio passato, regia di Primo Zeglio (1957)
- Kean - Genio e sregolatezza, regia di Vittorio Gassman (1957)
- Amore a prima vista, regia di Franco Rossi (1958)
- Amore e guai, regia di Angelo Dorigo (1958)
- Béatrice ou la servante folle, cortometraggio, regia di Dominique Delouche (1959)
- Square of Violence, regia di Leonardo Bercovici (1961)
- Barabba (Barabbas), regia di Richard Fleischer (1961)
- La ragazza che sapeva troppo, regia di Mario Bava (1963)
- La vendetta della signora (The Visit), regia di Bernhard Wicki (1964)
- La donna del lago, regia di Luigi Bazzoni e Franco Rossellini (1965)
- Giulietta degli spiriti, regia di Federico Fellini (1965)
- L'angelica avventuriera - Sole nero (Soleil noir), regia di Denys de la Patellière (1966)
- Scusi, facciamo l'amore?, regia di Vittorio Caprioli (1967)
- Quando muore una stella (The Legend of Lylah Clare), regia di Robert Aldrich (1968)
- Toh, è morta la nonna!, regia di Mario Monicelli (1969)
- Portami quello che hai e prenditi quello che vuoi (Les caprices de Marie), regia di Philippe de Broca (1970)
- Primo amore (Erste Liebe), regia di Maximilian Schell (1970)
- Madly, il piacere dell'uomo (Madly), regia di Roger Kahane (1970)
- La barca sull'erba (Le bateau sur l'herbe), regia di Gérard Brach (1971)
- L'iguana dalla lingua di fuoco, regia di Riccardo Freda (1971)
- Imputazione di omicidio per uno studente, regia di Mauro Bolognini (1972)
- Fratello sole, sorella luna, regia di Franco Zeffirelli (1972)
- L'assassinio di Trotsky (The Assassination of Trotsky), regia di Joseph Losey (1972)
- Effetto notte (La nuit américaine), regia di François Truffaut (1973)
- Appassionata, regia di Gianluigi Calderone (1974)
- Tendre Dracula, regia di Pierre Grunstein (1974)
- Il bacio, regia di Mario Lanfranchi (1974)
- Amore mio, non farmi male, regia di Vittorio Sindoni (1974)
- Il cav. Costante Nicosia demoniaco ovvero: Dracula in Brianza, regia di Lucio Fulci (1975)
- La città sconvolta: caccia spietata ai rapitori, regia di Fernando Di Leo (1975)
- Son tornate a fiorire le rose, regia di Vittorio Sindoni (1975)
- Gli amici di Nick Hezard, regia di Fernando Di Leo (1976)
- Il genio (Le grand escogriffe), regia di Claude Pinoteau (1976)
- Nido de viudas, regia di Tino Navarro (1977)
- Tanto va la gatta al lardo..., regia di Vittorio Sindoni (1978)
- Un'ombra nell'ombra, regia di Pier Carpi (1979)
- Ormai non c'è più scampo (When Time Ran Out), regia di James Goldstone (1980)
- La Ferdinanda: sonata per una villa Medici (La ferdinanda: Sonate für eine Medici-Villa), regia di Rebecca Horn (1982)
- Via Montenapoleone, regia di Carlo Vanzina (1987)
- Tango blu, regia di Alberto Bevilacqua (1987)
- Il giovane Toscanini, regia di Franco Zeffirelli (1988)
- Le avventure del barone di Munchausen (The Adventures of Baron Munchausen), regia di Terry Gilliam (1988)
- Buster's Bedroom, regia di Rebecca Horn (1991)
- Storia di una capinera, regia di Franco Zeffirelli (1993)
- Diva!, regia di Francesco Patierno (2017)

### Televisione
- Douglas Fairbanks, Jr., Presents - serie TV, 1 episodio (1955)
- Lux Video Theatre - serie TV, 1 episodio (1957)
- Schlitz Playhouse of Stars - serie TV, 1 episodio (1958)
- Decision - serie TV, 1 episodio (1958)
- I grandi camaleonti - miniserie TV, 8 episodi (1964)
- Processi a porte aperte - serie TV, 1 episodio (1968)
- Istruttoria preliminare - miniserie TV (1968)
- Il killer - miniserie TV (1969)
- I Buddenbrook - miniserie TV, 5 episodi (1971)
- Le colonne della società, regia di Mario Missiroli - film TV (1972)
- Gesù di Nazareth - miniserie TV, 2 episodi (1977)
- La granduchessa e i camerieri, regia di Gino Landi - film TV (1977)
- Il giardino dei ciliegi - film TV (1978)
- Le troisième couteau - film TV (1979)
- Facciaffittasi - miniserie TV, 6 episodi (1987)
- La trappola - film TV (1989)
- I promessi sposi - miniserie TV, 3 episodi (1989)

## Teatro
- Ma va là che non è vero, varietà di Vincenzo Rovi (1944)
- Donne di Clare Boothe Luce, regia di Lamberto Picasso, Teatro Valle di Roma (1944)
- Ma non è una cosa seria di Luigi Pirandello (1945)
- Strano interludio di Eugene O'Neill, regia di Ettore Giannini (1945)
- Platonov e gli altri di Anton Čechov, regia di Giorgio Strehler, Piccolo Teatro di Milano (1958)
- La congiura di Giorgio Prosperi, regia di Luigi Squarzina, Piccolo Teatro di Milano (1959)
- El nost Milan di Carlo Bertolazzi, regia di Giorgio Strehler, Piccolo Teatro di Milano (1961)
- L'eredità del Felis di Luigi Illica, regia di Virginio Puecher, Piccolo Teatro di Milano (1962)
- Donne senza paradiso - La storia di San Michele (Axel Munthe - Der Arzt von San Michele), regia di Giorgio Capitani e Rudolf Jugert (1962)
- Arlecchino servitore di due padroni di Carlo Goldoni, regia di G. Strehler, Piccolo Teatro di Milano (1963)
- Il gioco dei potenti, da Enrico VI, parte I, Enrico VI, parte II e Enrico VI, parte III di William Shakespeare, regia di Giorgio Strehler, prima al Teatro Lirico di Milano il 21 giugno 1964.
- I giganti della montagna di Luigi Pirandello, regia di Giorgio Strehler, Piccolo Teatro di Milano (1966)
- Il processo di Giovanna d'Arco di Anna Seghers, regia di Klaus Michael Grüber, Piccolo Teatro di Milano (1967)
- Santa Giovanna dei Macelli di Bertolt Brecht, regia di Giorgio Strehler, Piccolo Teatro di Milano (1970)
- Lulù di Frank Wedekind, regia di Patrice Chéreau, Piccolo Teatro di Milano (1971)
- Il giardino dei ciliegi di A. Čechov, regia di Giorgio Strehler, Piccolo Teatro di Milano (1973)
- Maria Stuarda di Friedrich Schiller, regia di Franco Zeffirelli, Teatro della Pergola di Firenze (1983)
- Magnificat di Alda Merini, regia Fabio Battistini, produzione di Stefania Reggiani (dal 2003 al 2009)

## Prosa radiofonica Rai
- La congiura, tragedia di Giorgio Prosperi, regia di Luigi Squarzina, trasmessa il 28 febbraio 1961.

## Riconoscimenti
- Premio Oscar
  - 1975 – Candidatura alla migliore attrice non protagonista per Effetto notte

- Golden Globe
  - 1974 – Candidatura alla migliore attrice non protagonista per Effetto notte

- BAFTA
  - 1974 – Migliore attrice non protagonista per Effetto notte

- David di Donatello
  - 1987 – Candidatura alla migliore attrice non protagonista per Via Montenapoleone

- Nastro d'argento
  - 1956 – Migliore attrice non protagonista per Le amiche
  - 1969 – Candidatura alla migliore attrice non protagonista per Scusi, facciamo l'amore?
  - 1987 – Candidatura alla migliore attrice non protagonista per Via Montenapoleone

- New York Film Critics Circle Awards
  - 1973 – Miglior attrice non protagonista per Effetto notte

- Grolla d'oro
  - 1956 – Miglior attrice per Le amiche

- Premio San Genesio
  - 1968 – Migliore attrice per I giganti della montagna

## Doppiatrici
- Lydia Simoneschi in Soltanto un bacio, Il Passatore, I corsari della strada, Ho paura di lui, La contessa scalza
- Rosetta Calavetta ne I miserabili (episodio Tempesta su Parigi), Cagliostro, Malesia, Barabba
- Renata Marini ne Il bravo di Venezia, La montagna di cristallo, La vendetta della signora
- Rina Morelli ne I miserabili (episodio Caccia all'uomo), L'ebreo errante, Donne proibite
- Jula de Palma in Kean - Genio e sregolatezza (canto)
- Rita Savagnone ne L'angelica avventuriera - Sole nero
- Fiorella Betti in Quando muore una stella
- Liù Bosisio ne Il cav. Costante Nicosia demoniaco ovvero: Dracula in Brianza
- Mirella Pace in Un'ombra nell'ombra

## Discografia

### Singoli
- 1976 – Se ti parlo così

## Opere letterarie
- Valentina Cortese, Quanti sono i domani passati, a cura di Enrico Rotelli, Mondadori, 2012.